# Final Fantasy Explorers
Final Fantasy Explorers (ファイナルファンタジー エクスプローラーズ Fainaru Fantajī Ekusupurōrāzu?) es un videojuego de rol de acción para la consola portátil Nintendo 3DS. Entre sus características está el uso de personajes con distintos trabajos que se enfrentan a monstruos clásicos de la saga Final Fantasy. Fue lanzado en diciembre de 2014 en Japón y en enero de 2016 en América del Norte y Europa.

## Juego
Final Fantasy Explorers es un videojuego de rol de acción con modalidades de un jugador y multijugador. El jugador comienza en una isla con varias locaciones, con otras áreas disponibles a pie. La finalidad principal del jugador es coleccionar cristales que están dispersos en todo el mundo. A diferencia de otras entradas en la serie Final Fantasy guiadas por narrativa, Explorers sigue una estructura guiada por misiones similar a Final Fantasy Crystal Chronicles y la serie Monster Hunter  de Capcom. Es posible ajustar manualmente la dificultad de cada misión. A diferencia de otras entradas en la serie los chocobos, un ave galliforme recurrente en la serie, no está disponible como montura. Los personajes se enfrentan con enemigos clásicos de Final Fantasy y monstruos de invocación de la serie, como Ifrit y Bahamut.
Cada grupo tiene espacio para cuatro personajes; los tres espacios de los aliados pueden ser ocupados por otros jugadores humanos o monstruos previamente vencidos en batalla. Los personajes tienen asignados "trabajos" o "profesiones" como en los primeros títulos de Final Fantasy, como el Mago Blanco, Mago Negro, Paladín y Lancero, entre otros. Además de estos, también hay profesiones específicas a este juego. Los jugadores comienzan como un Freelancer, capaz de adaptarse a varias habilidades antes de escoger un trabajo específico. Hay más de 500 piezas distintas de equipo disponibles para crear a partir de materiales que se encuentran en campo o en combate. Los personajes tienen un máximo de ocho habilidades que pueden ser usadas en batalle, y pueden aprender habilidades para ciertos trabajos que pueden ser usados con otros trabajos después de adquirir suficiente experiencia. Usar las habilidades tiene un coste determinado de puntos mágicos, pero este coste es reducido si el personaje usa una habilidad relacionada con un trabajo en específico. Estas habilidades también pueden ser canceladas. En sesiones de multijugador, un máximo de cuatro jugadores pueden usar el servicio de Nintendo Network y Wifi convencional para entrar a una sesión.

## Premisa
Final Fantasy Explorers se centra en el grupo titular de exploradores de la ciudad rural de Libertas, quienes viajan alrededor del mundo en búsqueda de cristales, objetos que son la fuente de la vida y civilización del mundo. La mayor fuente de cristales es la isla de Amostra, pero estos están protegidos por varios seres y monstruos que los exploradores deben batallar.

## Desarrollo
El concepto original de Final Fantasy Explorers fue ideado por el director Atsushi Hashimoto, quien había trabajado previamente en el relanzamiento de Final Fantasy Legend II para la consola portátil Nintendo DS. El concepto original de Hashimito era un juego de rol de Final Fantasy para varios jugadores. Uno de los diseños más tempranos era la necesidad de los jugadores de enfrentarse a monstruos clásicos invocados, ya que Hashimito sintió que su presencia añadiría un aire de familiaridad nostálgica al juego. El sistema de trabajos del juego fue desarrollado en una etapa posterior, cuando Hashimoto sintió que sería una buena idea para las funciones de multijugador. La música fue compuesta por Tsuyoshi Sekito. Cuando él comenzó a componer la música para el juego, sólo tenía algunas piezas de arte y conceptos tempranos para trabajar, por lo que se preocupó por no poder crear la música adecuada. Cuando se reunió con el resto del equipo, ellos estuvieron complacidos por los resultados. El tema principal del juego fue diseñado alrededor de la idea de los personajes titulares, a la vez que incluía elementos más sombríos como "el sufrimiento de la tierra". Explorers fue revelado por primera vez a inicios de junio de 2014 en la revista Shonen Jump. El sitio oficial fue lanzado el 16 de junio. El objetivo principal de Hashimoto era crear un juego que fuera accesible para novatos del género. Square Enix ha considerado tomar la idea principal del juego para hacera una nueva sub-serie de juegos de rol.

## Recepción crítica
Final Fantasy Explorers recibió reseñas mixtas y positivas. Recibió un puntaje agregado de 70.02% basado en 13 reseñas en GameRankings y 69/100 basado en 57 Reseñas en Metacritic.
Final Fantasy Explorers vendió más de 265,000 copias en Japón a fines de 2015.